# 唐美雲歌仔戲團
唐美雲歌仔戲團，專營歌仔戲大型舞台公演的台灣民營歌仔戲劇團，創立於1997年，唐美雲是創辦人、藝術總監、團長、製作人。曾五度獲得傳藝金曲獎最佳團體年度演出獎。

## 沿革
創辦人唐美雲出身歌仔戲世家，父親蔣武童（本名森田一郎）、母親唐氷森（藝名唐艷秋）皆為歌仔戲演員，唐美雲國中時開始參與家中劇團演出，曾經歷過內台、外台到電視歌仔戲等歌仔戲發展階段，1990年代受河洛歌子戲團網羅為當家小生，奠定在歌仔戲界的地位。1997年唐美雲決定自組劇團，以「承傳統、創新局」為宗旨，創立「唐美雲歌仔戲團」。
劇團重要的合作演員包含人間國寶王金櫻、小咪，以及「永遠的娘子」許秀年等。早期多與劇作家柯宗明、施如芳合作，發展多部新編、原創作品如《大漠胭脂》、《人間盜》、《添燈記》；施如芳獨創作品《無情遊》、《梨園天神─桂郎君》、《黃虎印》、《燕歌行》等；2011年施如芳引薦青年編劇陳建星加入劇團，成為目前唐團駐團編劇，並延續為歌仔戲開發新題材的創作精神，代表作品包含《春櫻小姑-回憶的迷宮》、《文成公主》、《春櫻小姑2-螢姬物語》、《千年渡‧白蛇》、《光華之君》、《冥遊記-帝王之宴》，以及歌仔戲電視劇《孟婆客棧》等。

## 戲曲表現
唐團以「創作」為核心價值，除在劇目上不斷探索與嘗試，在音樂上也持續創新突破、挑戰跨界合作，早期音樂主要由劉文亮負責，為每一齣新編劇目進行全新創作、譜寫新調。部分作品如《梨園天神-桂郎君》、《蝶谷殘夢》、《月夜情愁》等，挑戰交融東方歌仔曲調與西洋交響樂，並加入新的作曲家鍾耀光、姬禹丞、李哲藝等人，共同完成一齣戲的音樂設計，現固定合作之作曲、編腔包含姬君達、姬君霆、陳歆翰等人。

## 戲曲育成
為扶植年輕世代，唐美雲歌仔戲團旗下還成立「閃耀青年團」，每年不定期為青年團員安排演出劇目，作為磨練歌仔戲新苗的育成舞台。

## 大型舞台公演歌仔戲
- 《梨園天神》（創團戲，改編自法國小說《歌劇魅影》[20]）
- 《歡喜父子情》（《少年老爸》）
- 《龍鳳情緣》
- 《榮華富貴》
- 《添燈記》（入圍第38屆金鐘獎傳統戲劇節目獎）
- 《大漠胭脂》（入圍第39屆金鐘獎傳統戲劇節目獎）
- 《無情遊》（入圍第40屆金鐘獎傳統戲劇節目獎）
- 《人間盜》（入圍第41屆金鐘獎傳統戲劇節目獎）
- 《梨園天神桂郎君》（加上西方弦樂團伴奏，鍾耀光編曲）（獲第42屆金鐘獎傳統戲劇節目獎）
- 《金水橋畔》
- 《錯魂記》
- 《黃虎印》（姚嘉文小說原著）
- 《蝶谷殘夢》（大型西方管弦樂團伴奏，鍾耀光編曲，邱君強指揮國立台灣交響樂團）
- 《陶侃賢母》2009年（台灣第一苦旦-廖瓊枝封箱作）
- 《宿怨浮生》2009年
- 《蝴蝶之戀》2010年
- 《六度經－仁者無仇》2010年（中華民國建國一百年經典好戲）
- 《大願千秋》2011年
- 《碧桃花開》2012年
- 《燕歌行》2012年
- 《花田錯了嗎》2013年
- 《子虛賦》2013年
- 《狐公子綺譚》2014年（入圍第26屆傳藝金曲獎最佳團體年度演出獎）
- 《御夫鞋》2014年
- 《香火》2014年
- 《春櫻小姑─回憶的迷宮》2015年（獲得第27屆傳藝金曲獎最佳團體年度演出獎、年度最佳演員獎）
- 《文成公主》2015年(入圍第27屆傳藝金曲獎年度最佳演員獎-許秀年）
- 《冥河幻想曲》2016年（入圍第28屆傳藝金曲獎最佳團體年度演出獎，入圍年度最佳演員獎）
- 《風從何處來》2016年（獲得第28屆傳藝金曲獎最佳團體年度演出獎，入圍年度最佳演員獎）
- 《春櫻小姑2─螢姬物語》2017年
- 《佘太君掛帥》2017年（二十周年大戲，入圍第29屆傳藝金曲獎最佳團體年度演出獎）
- 《人間盜》2017年（二十周年大戲）
- 《新梁祝》2017年
- 《月夜情愁》2018年
- 《孟婆客棧》2018年
- 《夜未央》2018年（獲得第30屆傳藝金曲獎最佳團體年度演出獎、年度最佳演員獎，入圍最佳劇本獎、最佳音樂設計獎、最佳演員獎、入圍最佳表演新秀獎）
- 《千年渡·白蛇》2019年
- 《月夜情愁》2019年 （與高雄市國樂團合作，獲得第31屆傳藝金曲獎最佳團體年度演出獎、最佳劇本獎，入圍最佳音樂設計獎、最佳演員獎）
- 《光華之君》2020年（獲得第32屆傳藝金曲獎最佳團體年度演出獎、最佳劇本獎、最佳導演獎，入圍最佳音樂設計獎、最佳個人表演新秀獎、最佳演員獎）
- 《2021 天鵝宴》2021年（獲得第33屆傳藝金曲獎最佳演員獎-小咪，入圍最佳年度作品獎、最佳演員獎-唐美雲）
- 《冥遊記-帝王之宴》2022年（獲得第34屆傳藝金曲獎最佳演員獎-唐美雲，入圍最佳年度作品獎、最佳編劇獎、最佳導演獎、最佳音樂設計獎）
- 《臥龍：永遠的彼日》2023年
- 《曲判記》2023年
- 《孟婆客棧：冥星雙飛俠》2024年
- 《大出海》2025年

## 電視歌仔戲作品
- 《菩提禪心》系列
- 《高僧傳》 系列
- 《孟婆客棧》  2021 10/17播出

## 獎項紀錄
| 年份   | 屆次             | 作品                    | 獎項                                    | 結果 |
| ------ | ---------------- | ----------------------- | --------------------------------------- | ---- |
| 2003年 | 第38屆金鐘獎     | 《添燈記》              | 傳統戲劇節目獎                          | 提名 |
| 2004年 | 第39屆金鐘獎     | 《大漠胭脂》            | 傳統戲劇節目獎                          | 提名 |
| 2005年 | 第40屆金鐘獎     | 《無情遊》              | 傳統戲劇節目獎                          | 提名 |
| 2006年 | 第41屆金鐘獎     | 《人間盜》              | 傳統戲劇節目獎                          | 提名 |
| 2007年 | 第42屆金鐘獎     | 《梨園天神 桂郎君》     | 傳統戲劇節目獎                          | 獲獎 |
| 2015年 | 第26屆傳藝金曲獎 | 《狐公子綺譚》          | 最佳年度演出獎                          | 提名 |
| 2016年 | 第27屆傳藝金曲獎 | 《春櫻小姑-回憶的迷宮》 | 最佳團體年度演出獎                      | 獲獎 |
| 2016年 | 第27屆傳藝金曲獎 | 《春櫻小姑-回憶的迷宮》 | 小咪 / 年度最佳演員獎                   | 獲獎 |
| 2016年 | 第27屆傳藝金曲獎 | 《春櫻小姑-回憶的迷宮》 | 唐美雲 / 年度最佳演員獎                 | 提名 |
| 2017年 | 第28屆傳藝金曲獎 | 《冥河幻想曲》          | 最佳團體年度演出獎                      | 提名 |
| 2017年 | 第28屆傳藝金曲獎 | 《冥河幻想曲》          | 唐美雲 / 年度最佳演員獎                 | 提名 |
| 2017年 | 第28屆傳藝金曲獎 | 《風從何處來》          | 最佳團體年度演出獎                      | 獲獎 |
| 2017年 | 第28屆傳藝金曲獎 | 《風從何處來》          | 唐美雲 / 年度最佳演員獎                 | 提名 |
| 2018年 | 第29屆傳藝金曲獎 | 《佘太君掛帥》          | 最佳團體年度演出獎                      | 提名 |
| 2018年 | 第29屆傳藝金曲獎 | 《佘太君掛帥》          | 唐美雲 / 年度最佳演員獎                 | 獲獎 |
| 2018年 | 第29屆傳藝金曲獎 | 《佘太君掛帥》          | 鄭芷芸 / 最佳表演新秀獎                 | 提名 |
| 2019年 |                  |                         | 第38屆行政院文化獎                      | 獲獎 |
| 2019年 | 第30屆傳藝金曲獎 | 《夜未央》              | 最佳團體演出獎                          | 獲獎 |
| 2019年 | 第30屆傳藝金曲獎 | 《夜未央》              | 陳健星 / 最佳劇本獎                     | 提名 |
| 2019年 | 第30屆傳藝金曲獎 | 《夜未央》              | 李哲藝、陳歆翰 / 最佳音樂設計獎         | 提名 |
| 2019年 | 第30屆傳藝金曲獎 | 《夜未央》              | 唐美雲 / 最佳演員獎                     | 提名 |
| 2020年 | 第31屆傳藝金曲獎 | 《月夜情愁》            | 最佳團體演出獎（與高雄市國樂團合作）    | 獲獎 |
| 2020年 | 第31屆傳藝金曲獎 | 《月夜情愁》            | 邱坤良 / 最佳劇本獎                     | 獲獎 |
| 2020年 | 第31屆傳藝金曲獎 | 《月夜情愁》            | 陳歆翰、姬君達、姬易霆 / 最佳音樂設計獎 | 提名 |
| 2020年 | 第31屆傳藝金曲獎 | 《月夜情愁》            | 唐美雲 / 最佳演員獎                     | 提名 |
| 2021年 | 第32屆傳藝金曲獎 | 《光華之君》            | 最佳團體演出獎                          | 獲獎 |
| 2021年 | 第32屆傳藝金曲獎 | 《光華之君》            | 戴君芳 / 最佳導演獎                     | 獲獎 |
| 2021年 | 第32屆傳藝金曲獎 | 《光華之君》            | 陳健星 / 最佳編劇獎                     | 獲獎 |
| 2021年 | 第32屆傳藝金曲獎 | 《光華之君》            | 陳歆翰、姬君達、姬易霆 / 最佳音樂設計獎 | 提名 |
| 2021年 | 第32屆傳藝金曲獎 | 《光華之君》            | 唐美雲 / 最佳演員獎                     | 提名 |
| 2021年 | 第32屆傳藝金曲獎 | 《光華之君》            | 林芳儀 / 最佳表演新秀獎                 | 提名 |
| 2022年 | 第57屆金鐘獎     | 《孟婆客棧》            | 戲劇節目創新獎                          | 獲獎 |
| 2022年 | 第33屆傳藝金曲獎 | 《2021天鵝宴》          | 最佳年度作品獎                          | 提名 |
| 2022年 | 第33屆傳藝金曲獎 | 《2021天鵝宴》          | 小咪 / 最佳演員獎                       | 獲獎 |
| 2022年 | 第33屆傳藝金曲獎 | 《2021天鵝宴》          | 唐美雲 / 最佳演員獎                     | 提名 |
| 2023年 | 第34屆傳藝金曲獎 | 《冥遊記─帝王之宴》     | 最佳年度作品獎                          | 提名 |
| 2023年 | 第34屆傳藝金曲獎 | 《冥遊記─帝王之宴》     | 陳健星 / 最佳編劇獎                     | 提名 |
| 2023年 | 第34屆傳藝金曲獎 | 《冥遊記─帝王之宴》     | 戴君芳 / 最佳導演獎                     | 提名 |
| 2023年 | 第34屆傳藝金曲獎 | 《冥遊記─帝王之宴》     | 李哲藝、陳歆翰 / 最佳音樂設計獎         | 提名 |
| 2023年 | 第34屆傳藝金曲獎 | 《冥遊記─帝王之宴》     | 唐美雲 / 最佳演員獎                     | 獲獎 |

## 外部連結
- 唐美雲歌仔戲團的Facebook專頁
- YouTube上的唐美雲歌仔戲團頻道